# Футболна федерация на Македония
 Тази статия е за асоциацията на Северна Македония.  За гръцката футболна асоциация вижте Асоциация на македонските футболни клубове.  
Футболната федерация на Македония (на македонска литературна норма: Фудбалска федерација на Македонија, съкратено ФФМ) е асоциация на футболните клубове в Северна Македония. Основана е през 1949 г. в Скопие, като част от югославската футболна федерация.
Федерацията е обществена организация, която ръководи развитието на футбола в страната и носи непосредствена отговорност за дейността на футболните клубове. Член е на ФИФА и УЕФА от 1994 г.

## Списък на президентите на федерацията
| Президент               | Години                    |
| ----------------------- | ------------------------- |
| Любисав Иванов-Дзинго   | 1993 – 1999               |
| Ламбе Арнаудов          | 1999 – 2002               |
| Харалампи Хаджиристески | септември 2002 – юли 2012 |
| Илчо Георгиески         | юли 2012 – 2018           |
| Муамед Сейдини          | 2019 –                    |